# 三(1-萘基)膦
三(1-萘基)膦是一种有机磷化合物，化学式为C30H21P。

## 制备
红磷和60%氢氧化钾水溶液反应，产生PH3。将1-氯萘的t-BuOK/DMSO溶液加热至70°C，通入PH3并搅拌，得到产物。

## 化学性质
三(1-萘基)膦可以和过渡金属形成配合物，如：
CuI + 1Np3P + Phen —CH2Cl2→ [Cu(Phen)(1Np3P)I]
Rh2(CO)4Cl2 + 1Np3P —C3H6O→ trans-[RhCl(1Np3P)2(CO)].3C3H6O